# Droga wojewódzka nr 782
Droga wojewódzka nr 782 (DW782) – droga wojewódzka w centralnej Polsce w województwie mazowieckim przebiegająca przez teren powiatu kozienickiego, w całości położona na terenie Gminy Garbatka-Letnisko. Droga ma długość 1 km. Łączy stację kolejową Bąkowiec z centrum miejscowości Bąkowiec.

## Przebieg drogi
Droga rozpoczyna się na skrzyżowaniu przy stacji kolejowej Bąkowiec. Następnie kieruje się w stronę południowo - zachodnią i po 1 km dociera do centrum miejscowości Bąkowiec, gdzie dołącza się do drogi wojewódzkiej nr 738. 

## Miejscowości leżące przy trasie DW782
- Bąkowiec